# Mount Dietz
Mount Dietz ist ein Berg von 2250 m Höhe im Königin-Maud-Gebirge der antarktischen Ross Dependency. Er befindet sich nördlich des Zusammenflusses von Souchez- und Bartlett-Gletscher, wo er das südliche Ende der Hays Mountains markiert. 
Kartografisch erfasst wurde das Gebiet durch Vermessungsarbeiten des United States Geological Survey und mithilfe von Luftaufnahmen der United States Navy von 1960 bis 1964. Das Advisory Committee on Antarctic Names benannte den Berg 1967 nach Lieutenant Donald Lee Dietz, Navy-Pilot für die Erstellung von Luftaufnahmen während der Operation Deep Freeze zwischen 1964 und 1965.